# Gusztav von Oláh

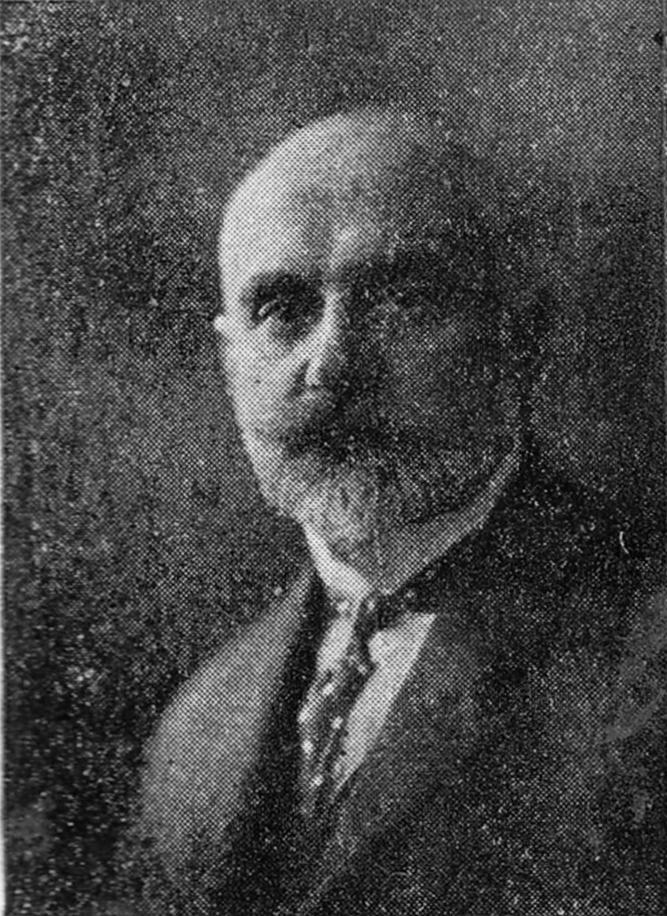
Gusztav von Oláh

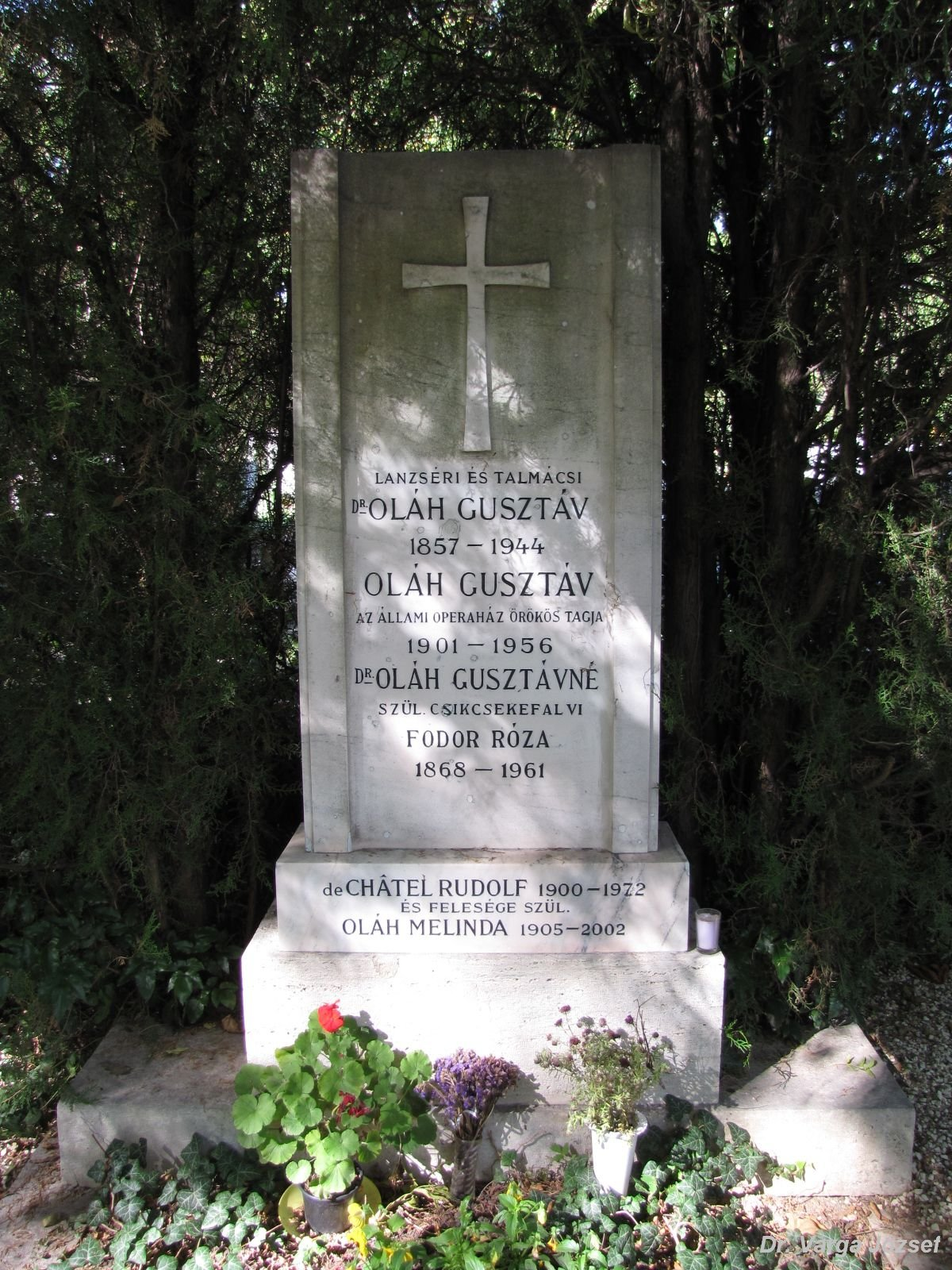
Grób rodzinny na cmentarzu Farkasrét

Gusztav von Oláh, Gustav von Oláh (ur. 10 stycznia 1857 w Eperjes, zm. 31 stycznia 1944 w Budapeszcie) – węgierski lekarz psychiatra. Ojciec scenografa teatralnego Gusztáva Oláha młodszego (1901–1956).
Syn László Oláha, prawnika, i Otilii Burchard-Bélaváry. Uczęszczał do gimnazjum w Egerze. Studiował na Uniwersytecie Wiedeńskim, tytuł doktora medycyny otrzymał w 1881 roku. W tym samym roku rozpoczął pracę w zakładzie dla chorych umysłowo Lipótmező. W 1882 roku uzupełniał studia u Charcota w Paryżu. Od 1889 dyrektor zakładu psychiatrycznego w Angyalföld. Od 1910 dyrektor zakładu w Lipótmező. W 1925 roku przeszedł na emeryturę.
Założyciel Elmevédelmi Liga, członek Société médico-psychologique.
Autor licznych prac w językach węgierskim, niemieckim i francuskim.

## Wybrane prace
- A közegészségügy háborúk alkalmával, 1896
- Ujabb vizsgálati módszerek az elmekórtanban, 1899
- Neuere Untersuchungsmethoden in der Psychiatrie, 1899
- Zur Frage der Grösse und Benennung der Irrenheilanstalten, 1902
- Was kann man heute unter arteriosklerotischen Psychosen verstehen, 1909
- Elmeorvosi háborús megfigyelések. Bp., 1916
- Politikai pszichopaták. Bp., 1923